# Holden Adventra
De Holden Adventra is een vijfdeurs terreinwagen van het type SUV (in feite is het meer een kruising tussen een stationwagen en een SUV, in het Volvo XC70- en Audi Allroad-segment) van het Australische automerk Holden. Het kan makkelijk gezien worden als de vierdeurs SUV-versie van de Commodore/Berlina/Calais. Op deze wagen is de Adventra dan ook gebaseerd; op de terreinattributen na heeft hij zowat dezelfde neus. De Adventra kent niet echt voorgangers, omdat de voorganger van de Commodore geen SUV-versie kende.

## Versies van de Adventra

### Holden Adventra 3.6 V6 24v 4WD automaat
Dit is de goedkoopste van de twee versies van de Adventra. Hij wordt aangedreven door een moderne 3.6-motor, en heeft 60 kW minder vermogen en 130 Nm minder trekkracht dan zijn grotere broer, de 5.7. Eveneens als de 5.7 heeft het een automatische versnellingsbak en 4WD.
| Technische specificaties |                           |
| koetswerk                | vierdeurs SUV             |
| plaatsen                 | 5                         |
| motor                    | Alloytec 190; V6; 3.6     |
| motorligging             | vooraan, in de lengte     |
| vermogen                 | 190 kW bij 6500 tpm       |
| trekkracht               | 340 Nm bij 3200 tpm       |
| cilinderinhoud           | 3565 cc                   |
| kleppen                  | 24                        |
| versnellingen            | 5, automatisch            |
| brandstof                | benzine, cilinderinjectie |
| boring                   | 85,6 mm                   |
| slag                     | 94,0 mm                   |
| compressieverhouding     | 10,2                      |
| remmen voor              | geventileerde schijven    |
| remmen achter            | schijven                  |
| aandrijving              | 4 wielen                  |
| stuur                    | hydraulisch               |
| wielbasis                | 2947 mm                   |
| lengte                   | 5047 mm                   |
| breedte                  | 1934 mm                   |
| hoogte                   | 1654 mm                   |
| spoor voor               | 1617 mm                   |
| spoor achter             | 1623 mm                   |
| leeggewicht              | 1895-1965 kg              |
| koffer                   | 2683 liter                |
| tank                     | 75 liter                  |

### Holden Adventra 5.7 V8 250kW 4WD automaat
Dit is de duurste van de twee versies van de Adventra. Hij wordt aangedreven door een moderne 5.7-motor, en heeft 60 kW meer vermogen en 130 Nm meer trekkracht dan zijn kleinere broer, de 3.6. De Adventra 5.7 heeft een automatische versnellingsbak en 4WD.
| Technische specificaties |                           |
| koetswerk                | vierdeurs SUV             |
| plaatsen                 | 5                         |
| motor                    | V8; 5.7                   |
| motorligging             | vooraan, in de lengte     |
| vermogen                 | 250 kW bij 5600 tpm       |
| trekkracht               | 470 Nm bij 4800 tpm       |
| cilinderinhoud           | 3665 cc                   |
| kleppen                  | 16                        |
| versnellingen            | 4, automatisch            |
| brandstof                | benzine, cilinderinjectie |
| boring                   | 99,0 mm                   |
| slag                     | 92,0 mm                   |
| compressieverhouding     | 10,1                      |
| remmen voor              | geventileerde schijven    |
| remmen achter            | schijven                  |
| aandrijving              | 4 wielen                  |
| stuur                    | hydraulisch               |
| wielbasis                | 2947 mm                   |
| lengte                   | 5047 mm                   |
| breedte                  | 1934 mm                   |
| hoogte                   | 1654 mm                   |
| spoor voor               | 1617 mm                   |
| spoor achter             | 1623 mm                   |
| leeggewicht              | 1985 kg                   |
| koffer                   | 2683 liter                |
| tank                     | 75 liter                  |

Historische modellen: 
Adventra ·
Apollo ·
Astra ·
Barina ·
Barina Spark ·
Belmont ·
Brougham ·
Business ·
Calibra ·
Camira ·
Caprice/Statesman ·
Captiva 5 ·
Captiva 7 ·
Colorado ·
Combo ·
Commodore ·
Crewman ·
Cruze ·
Drover ·
Epica ·
Frontera ·
Gemini ·
Jackaroo ·
Kingswood ·
Malibu ·
Monaro ·
Nova ·
One Tonner ·
Panel Van ·
Piazza ·
Premier ·
Rodeo ·
Sandman ·
Scurry ·
Shuttle ·
Special ·
Standard ·
Suburban ·
Sunbird ·
Tigra ·
Torana ·
Ute/Utility ·
Utility/Coupe Utility ·
Vectra ·
Viva ·
Volt
Zafira
Hoofdseries: 
FX · 
FJ · 
FE · 
FC · 
FB · 
EK · 
EJ · 
EH · 
HD · 
HR · 
HK · 
HT · 
HG · 
HQ · 
HJ · 
HX · 
HZ · 
VB · 
VC · 
VH · 
VK · 
VL · 
VN · 
VP · 
VR · 
VS · 
VT · 
VX · 
VY · 
VZ · 
VE · 
VF
Nevenseries:
WB · 
VG · 
VQ · 
VU · 
WH · 
WK · 
WL · 
WM · 
WN